# 米田みいな
米田 みいな（よねだ みいな、2001年9月11日 - ）は、日本のアイドル。テレビ朝日『ラストアイドル』から誕生した「ラストアイドルファミリー」の一員であり、ラストアイドル2期生アンダー、女性ローカルアイドルユニット・SPL∞ASHの元メンバー。広島県出身。TWIN PLANET所属。

## 略歴
- 2011年12月から広島県中区新天地にあるアリスガーデンにて月1開催されていた、ひろしまロコドルフェスティバルにもグループを組んで出演していた。ちなみに、ひろしまロコドルフェスティバルを主催していた広島活性化事務局は、みいなの父である米田真一郎が運営している。
- 2016年1月 - SPL∞ASHの新メンバーとして御披露目される。
- 2017年 - SPL∞ASHが、国民的アイドルコンテスト愛踊祭にてベストオーディエンス賞と優勝のダブル受賞をした。
- 2018年
  - 6月9日 - 第10回放送にて暫定メンバー-上水口姫香と対決。パフォーマンスバトルでは中森明菜の『少女A』を披露するが、乃木坂46の中田花奈のジャッジにより敗北。ちなみに他の審査員3人も上水口を選んでいた。
  - 10月6日 - SPL∞ASHを卒業。
  - 10月16日 - サードシーズン最終回放送にてラストアイドル2期生アンダーとしてお披露目。
  - 12月4日 - 池袋サンシャイン噴水広場にてデビューイベントを行い、愛しか武器がないに収録されている2期生アンダー曲サブリミナル作戦を初披露[1]。
  - 12月19日、ラストアイドル1周年記念コンサートに出演[2]。
- 2023年
  - 4月3日、zankaのメンバーとなることを発表[3]。

## 人物
- 愛称は「みいてぃん」[4]。
- 特技は、歌、ダンス、辛いものが食べられる[4]。
- =LOVEの山本杏奈、元STU48の今村美月、由良朱合とはSPL∞ASH時代からの友達。
- 飼っている犬の名前は「ココア」。
- インターナショナルスクールに通っていたため英語が堪能である。

## 出演

### テレビ番組
- ラストアイドル（2017年6月9日 - 、テレビ朝日）

### 舞台
- 舞台『球詠 ～vs 影森・梁幽館編～』（2022年2月17日 - 23日、新宿村LIVE） - 川﨑稜 役[5]

## SPL∞ASHとしての出演
イベント 
- TOKYO IDOL FESTIVAL 2016（2016年8月6日）[6][7]
- 愛踊祭2017（2017年9月2日）[8][9][10]

 サンフレッチェレディースSPL∞ASHライブ 
- 2018年
  - 2018年9月22日 [11]
  - 2018年9月1日 [12]
  - 2018年8月19日 [13]
  - 2018年8月11日 [14]
  - 2018年7月28日 [15]
  - 2018年5月26日 [16]
  - 2018年5月20日 [17]
  - 2018年5月6日 [18]
  - 2018年5月2日 [19]
  - 2018年4月21日 [20]
  - 2018年2月24日 [21]
- 2017年
  - 2017年11月26日 [22]
  - 2017年10月29日 [23]
  - 2017年10月21日 [24]
  - 2017年9月16日 [25]
  - 2017年8月19日 [26]
  - 2017年8月9日 [27]
  - 2017年7月30日 [28]
  - 2017年7月17日 [29]
  - 2017年6月25日 [30]
  - 2017年6月4日 [31]
  - 2017年5月27日 [32]
  - 2017年5月6日 [33]
  - 2017年4月22日 [34]
  - 2017年4月16日 [35]
  - 2017年4月1日 [36]
  - 2017年3月4日 [37]
  - 2017年2月25日 [38]